# Dorica castra
En literatura, dorica castra –pronunciada 'ðo.ɾi.ka 'kas.tɾa, según el Alfabeto Fonético Internacional (AFI)– es una versión particular de anadiplosis caracterizada no por repetición de una palabra al principio de la unidad sintáctica siguiente, sino por reiteración de un sonido del final de una unidad en el comienzo de la dicción próxima.
La propia locución dorica castra constituye esa figura retórica, pues el sonido ca al final de dorica se repite en el inicio de castra. Por su efecto sonoro, esta variante de anadiplosis se usa particularmente en la poesía latina. En francés el ejemplo más conocido es el de un cuento o ronda infantil: Tres pequeños gatos, transcrito líneas abajo.

## Ejemplos
«Divinum vinum, Francisca!»
— Charles Baudelaire, Les Fleurs du mal, Franciscæ meæ laudes
«Tres pequeños gatos, tres pequeños gatos, tres pequeños gatos, gatos, gatos

Sombrero de paja, sombrero de paja, sombrero de paja, paja, paja

Estera, estera, estera, tera, tera»

(Tres pequeños gatos)

## Etimología
En relación con la caída de Troya (hoy en Turquía), lugar de batalla donde acamparon las bandas de dólopes –suroeste de Tesalia (Grecia)–, donde se ubica el caballo de Troya. Significa campamento (bélico) dorio. Se relata en la Eneida, de Virgilio, página 172, versos 27 y 28:
Traducción: Se descorren de par en par las puertas. Disfruta en salir y examinar el campamento dorio y en ver las posiciones desiertas y la playa abandonada.